# Гратинирование

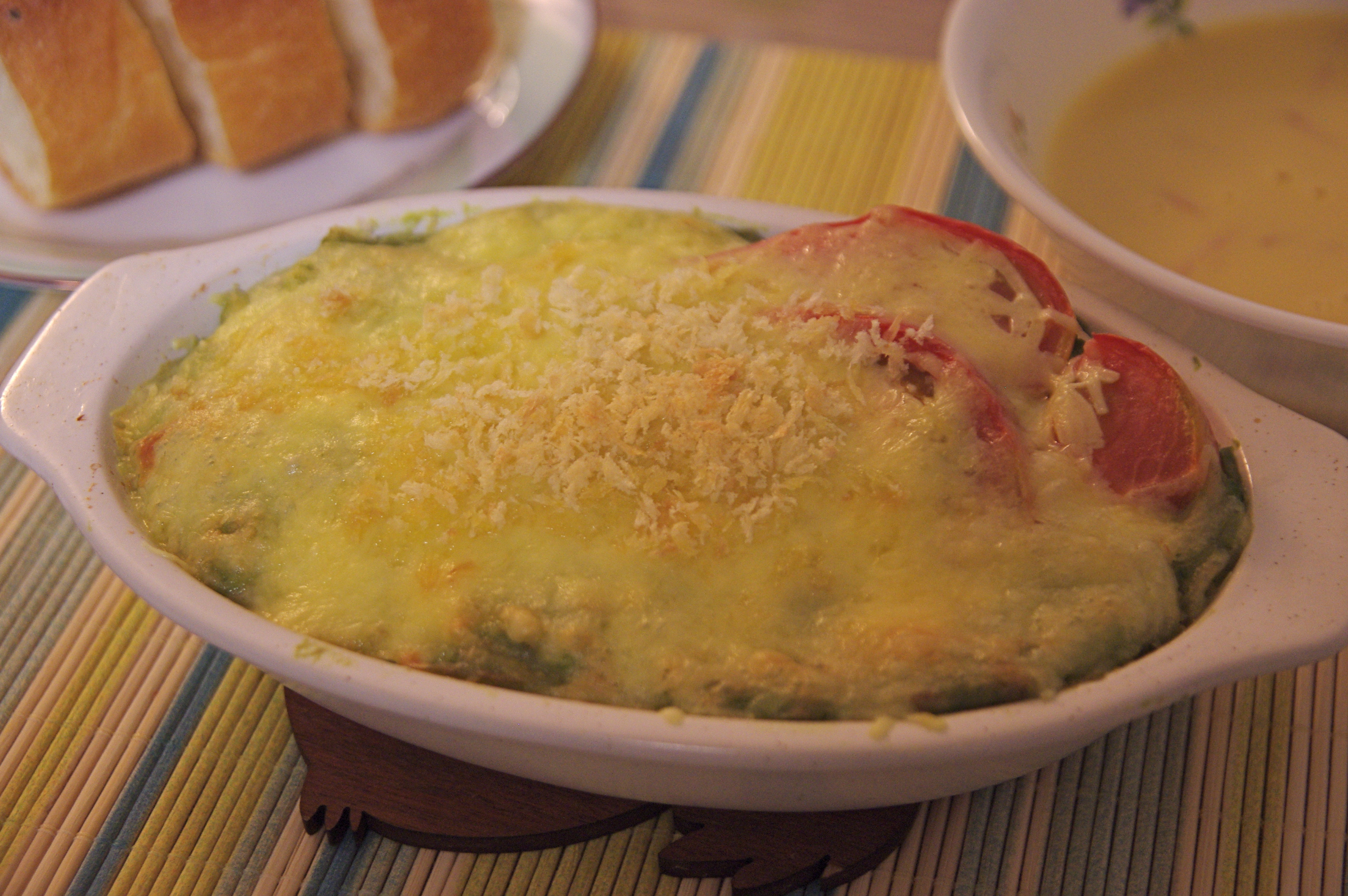

Гратинирование (фр. gratin — «корочка») — приём кулинарной обработки, целью которого является улучшение вкусовых свойств блюда, получение приятного внешнего вида, иногда применяется для обеспечения определённой герметизации блюда.
Процесс заключается в том, что как правило почти готовое блюдо посыпают или смазывают другим продуктом, с целью создания на нём корочки. Эта корочка образуется в результате тепловой обработки — расплавления продукта либо напротив, спекания продукта. Очень часто для гратинирования применяется тёртый сыр. Применяются также такие продукты, как панировочные сухари, густые соусы или смеси продуктов. Гратинирование производится как в процессе приготовления с его начала (например омлет), в конце приготовления (например, запечённое мясо) или даже гратинируется уже готовое блюдо в порции (например, суп-пюре).
Гратинирование не следует путать со сходным процессом — колерованием, так как они преследуют совершенно разные цели. В первом случае продукт подвергается обработке в первую очередь с целью придания новых вкусовых оттенков в блюдо, улучшения вкусовых качеств блюда, тогда как колерование производится почти исключительно с целью улучшения внешнего вида блюда.